# Igazolt jövedelem
Szabadon (azaz az adók és járulékok levonása után) elkölthető pénzösszeg, melyet a magánszemély bankszámlájára, vagy készpénzben havi rendszerességgel kap. Igazolt havi nettó jövedelemnek nevezzük azokat a jövedelmeket, melyeket az ügyfél hivatalos dokumentumokkal tud igazolni, pl. NAV (APEH) jövedelem igazolás, bankszámlakivonat, munkáltatói igazolás, nyugdíjrészletező.

## NAV (APEH) jövedelem igazolás
Az adóhatóság által az adózó részére kiállított hivatalos igazolás. Az adózó adószáma (vagy adóazonosító jele) alapján egy adott időszakra az adóhatósághoz benyújtott információkat tartalmazza. A NAV jövedelem igazolások általános érvényességi ideje a banki gyakorlatban, a kiállítástól számított 30 nap. Az adózó a NAV jövedelem igazolását a NAV ügyfélszolgálatokon igényelheti.